# 마크 드리스콜

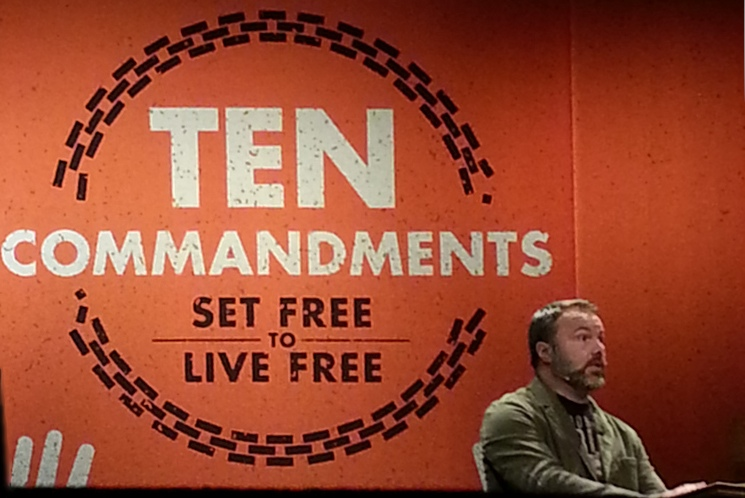
Driscoll (2013)

마크 드리스콜(Mark Driscoll, 1970~)은 미국 시애틀에 있는 마스힐 교회 목사이다.

## 저서
- 『새롭게 복음 전하는 교회』
- 『하나님은 누구신가』(On Who Is God?)
- 『교회 지도자론』(On Church Leadership)
- 『구약 성경 어떻게 읽을 것인가』(On the Old Testament)
- 『신약 성경 어떻게 읽을 것인가』(On the New Testament)
- 『이 시대 기독교인들 이것이 알고 싶다』(Religion Saves)
- 『십자가 사랑과 죽음』(Death by Love)
- 『Vintage Jesus』
- 『Vintage Church』
- 『Vintage Church Team Study Pack』
- 『Fostering Algebraic Thinking』
- 『The Fostering Algebraic Thinking Toolkit』
- 『Erotic empire, grotesque empire』
- 『Absolute Erotic, Absolute Grotesque』
- 『Doctrine-What Christians Should Believe』
- 『Documenting Patterns of Student Thinking』